# Eva González Fernández
Eva González Fernández (Palacios del Sil, 17 de enero de 1918 - Ibidem, 25 de junio de 2007) fue una escritora española que escribió en lengua leonesa. Nació en el municipio de Palacios del Sil, provincia de León. En su Hestoria de la mia vida cuenta cómo fue su infancia y su juventud, muy alterada por la guerra civil. Tiene una calle dedicada en la capital leonesa.

## Trayectoria
Escritora tardía, comienza a escribir en colaboración con su hijo, Roberto González-Quevedo, siempre con el mismo esquema, siguiendo la métrica, el estilo y el ritmo de la tradición oral. Posteriormente su obra narrativa y poética se fue haciendo más intimista y personal. Su voluminosa obra se ha publicado casi en su totalidad, estando pendiente únicamente su literatura epistolar y su aportación al Romancero. 

## Obra

### Obras literarias en colaboración con su hijo
- Poesías ya cuentus na nuesa tsingua (1980)
- Poesías ya hestorias na nuesa tsingua (1980)
- Bitsarón: Cousas pa nenus ya pa grandes na nuesa tsingua (1981)
- Xentiquina (1983)
- Xeitus: poesías ya cuentus (1985)

- Brañas d’antanu ya xente d’anguanu: poesías ya cuentus (1990).

- Poesías ya cuentus na nuesa tsingua, edición facsimilar de toda la serie (2007)

### Textos en obras con otros autores
- Cuentus de Nós (1983)
- Cuentos de Lleón (1996)
- El cuentu asturianu tres la guerra (1998)

### Obras literarias de Eva González Fernández
- Poesía completa (1980-1991) (1991)
- Cuentos completos (2008)
- Hestoria de la mia vida (2018)

### Obra etnográfica y filológica
- Pequena enciclopedia de nós (2011)